# 苏里南村
苏里南村（英語：Surinam）是毛里求斯岛薩凡納區的一个村庄。2011年人口数量为10,507人。